# Christian Ier d'Oldenbourg
Pour les articles homonymes, voir Christian Ier.
Christian Ier, dit der Streitbare, « le Querelleur » (vers 1123–1167) est comte d'Oldenbourg de 1143 à sa mort.

## Biographie
Fils du comte Egilmar II et d'Eilika de Werle-Rietberg, Christian Ier succède à son père en 1143 en même temps que son frère aîné Henri. Les territoires de la famille sont divisés entre les deux frères : Henri reçoit Wildeshausen et fonde la branche de Wildeshausen de la maison d'Oldenbourg, tandis que Christian conserve Oldenbourg.
Bien que dans plusieurs actes, Christian se déclare vassal d'Henri le Lion, il est malgré tout son adversaire de 1166 à 1167. Outre sa participation à la campagne d'Italie avec l'empereur Frédéric Barberousse (1154-1155), il participe également à la campagne contre le Mecklembourg en 1164, il participe aussi à la bataille d'Östringsfelde, plus connue sous le nom de campagne de Frise, d'Henri le Lion, que ce dernier perd. En 1167, les Guelfes attaquent Oldenbourg qui doit battre en retraite. Assiégé par les Guelfes, Christian meurt la même année. Henri le Lion chasse les enfants du duc défunt et s'empare du comté.

## Mariage et descendance
De son épouse Cunégonde, Christian Ier a deux enfants :
- Maurice Ier, comte d'Oldenbourg ;
- Christian (de), dit « le Croisé » (mort en 1192).